# Rolling Stone
Der Rolling Stone ist eine Zeitschrift mit Schwerpunkt auf Popkultur und Rockmusik.

## In den Vereinigten Staaten
Der Rolling Stone wurde 1967 in San Francisco von Jann S. Wenner und Ralph J. Gleason gegründet. Der Name geht zurück auf Bob Dylans Song Like a Rolling Stone und einen gleichnamigen Artikel Gleasons in der Zeitschrift American Scholar. Gleasons Artikel handelte von den gewaltigen Veränderungen in der Musik und Politik in den 1960er Jahren. In seinen frühen Jahren reflektierte Rolling Stone die Gegenkultur der 1960er Jahre. „Es geht nicht nur um Musik, sondern um die Dinge und Haltungen, die in der Musik mitschwingen“, wie Herausgeber und Chefredakteur Jann S. Wenner schrieb. Der Rolling Stone etablierte in den folgenden Jahren erfolgreich den New Journalism. Zu seinen stilbildenden Autoren zählen Hunter S. Thompson, Lester Bangs und Cameron Crowe, Dave Marsh und David Fricke. Der Schriftsteller Tom Wolfe schrieb ebenso für die Zeitschrift wie der spätere Drehbuchautor Joe Eszterhaz und die Sängerin Patti Smith.
Der Rolling Stone wurde insbesondere durch seine Titelbilder bekannt. Das komplett typofreie Cover mit einem intimen Foto von John Lennon und Yoko Ono, aufgenommen nur einen Tag vor dessen Ermordung, erregte 1980 ebenso großes Aufsehen wie das mit dem jungen, unbekleideten David Cassidy acht Jahre zuvor. Die Frontseite des Rolling Stone war so bedeutsam geworden, dass Shel Silversteins Band Dr. Hook & the Medicine Show mit einem ironischen Song darüber in die Top Ten kam und anschließend auf ebenjenes Titelbild. In den folgenden Jahren setzte die fotografische Qualität Maßstäbe durch die Arbeit von Annie Leibovitz. Auch Albert Watson, Herb Ritts, Anton Corbijn und Mark Seliger prägten die Foto-Ästhetik des Rolling Stone. Der Schriftzug auf der Titelseite stammt von dem aus Oakland stammenden Typedesigner Jim Parkinson. Eingeführt wurde er 1977 im Zuge eines Relaunchs, in welchem das visuelle Erscheinungsbild des Magazins eine grundlegende Überarbeitung erfuhr. 1997 erhielt das Magazin für seine typografische Gestaltung die höchste Auszeichnung des Type Directors Club New York, die Type Directors Club Medal, die nur an Personen und Institutionen verliehen wird, die einen außergewöhnlichen Beitrag zur Entwicklung der Typografie geleistet haben.
Der Rolling Stone ist nicht nach Jahrgängen getrennt nummeriert, sondern seit der Gründung fortlaufend. Die Ausgabe Nr. 1000 kam am 18. Mai 2006 an die Kioske. Das Magazin erschien bis 1972 in einem gefalteten Zeitungsformat auf entsprechendem Papier, danach durchgehend vierfarbig in verschiedenen Magazin-Formaten. Ab 1980 wurde die Zeitschrift in einem auffälligen Großformat (25 × 30 cm) gedruckt, ab 2008 im Magazin-Standard (20 × 28 cm). Seit 2018 erscheint Rolling Stone monatlich und wieder im Großformat.
Der Rolling Stone war stets mehr als ein reines Musikmagazin: Film, Literatur, Politik und der popkulturell geprägte gesellschaftliche Diskurs zählen ebenso zum inhaltlichen Spektrum. Internationale Beachtung fand beispielsweise ein Artikel, der 2010 zur Absetzung von Stanley A. McChrystal, des US-Oberbefehlshabers in Afghanistan, führte. Den National Magazine Award gewann der Rolling Stone 2004 bereits zum 14. Mal.
2015 geriet das Blatt wegen der im November 2014 veröffentlichten Enthüllungsstory A Rape on Campus (Vergewaltigung auf dem Campus der University of Virginia) in die Kritik. In der Folge musste der Rolling Stone die schlecht recherchierten Anschuldigungen zurückziehen und wurde von den Rufmordopfern auf ein Schmerzensgeld von 25 Mio. US-Dollar verklagt. Der Rechtsstreit wurde 2017 durch einen Vergleich beigelegt, nachdem der Rolling Stone einer Zahlung von 1,65 Millionen Dollar zugestimmt hatte.
Im Dezember 2017 übernahm die Penske Media Corporation 51 Prozent der Anteile an der Zeitschrift von Jann S. Wenner, und im Januar 2019 die übrigen 49 Prozent der Anteile von BandLab Technologies.

## Deutsche Ausgabe
Nach einem kurzlebigen Versuch ab 1981 mit Klaus Böhler als Herausgeber und Frank Steffan als Chefredakteur konnte im Oktober 1994 mit dem zweiten Versuch das Magazin am Markt etabliert werden. Es erschien ursprünglich im hierzu eigens gegründeten DRS-Verlag. Herausgeber war der Konzertveranstalter Werner Kuhls, Chefredakteure waren Jörg Gülden und Bernd Gockel. Die Freien Mitarbeiter waren bereits von anderen Publikationen her bekannt. Stilprägend für die deutsche Ausgabe wurde vor allem Arne Willander, der seit der Erstausgabe der Redaktion angehört. Einer der Redakteure der Anfangszeit war der spätere Schriftsteller Benjamin von Stuckrad-Barre, der seine dortige Tätigkeit 1998 in seinem Debütroman Soloalbum verarbeitete. 2002 erfolgte aufgrund von Unstimmigkeiten zwischen Mutterverlag und DRS-Verlag die Vergabe der Lizenzausgabe an AS Young Mediahouse, eine Tochter der Axel Springer AG. Sie erscheint dort mit dem einstigen Konkurrenten Musikexpress sowie dem Rockmagazin Metal Hammer; eine drohende Kartellklage hierzu konnte abgewendet werden. Seit dem Umzug der Redaktion von München nach Berlin im Jahr 2010 erscheint die Zeitschrift beim Axel Springer Mediahouse Berlin. Chefredakteur blieb zunächst Bernd Gockel, der bereits vor dem Verlagswechsel und nach dem Ausscheiden von Jörg Gülden alleiniger Chefredakteur war. Ihm folgte 2010 Rainer Schmidt. Seit 2012 ist es Sebastian Zabel.
Im Herbst 2008 ging der Rolling Stone gemeinsam mit der US-amerikanischen Alternative-Country-Band Lambchop aus Nashville, Tennessee, einen ungewöhnlichen Weg zur Vermarktung des neuen Albums OH (ohio). Die CD lag samt Plastikhülle und Booklet der Oktober-Ausgabe des Magazins bei, dessen Preis dafür nur geringfügig erhöht wurde. Im Sommer 2010 (Ausgabe 190) wurde dem Magazin das neue Prince-Album 20Ten (das sonst nicht im Handel erhältlich war) beigelegt, im Juli 2016 (Ausgabe 260) die Konzert-DVD Prince – Sign O’ the Times. Seit 2011 legt der Rolling Stone in unregelmäßigen Abständen exklusive Vinyl-Singles seinen Ausgaben bei, so zum Beispiel bis dato unveröffentlichte Versionen von Wild Horses der Rolling Stones (Ausgabe 06/2015), Like a Rolling Stone von Bob Dylan (11/2015) oder In the Air Tonight von Phil Collins (07/2019).
Auch die deutsche Ausgabe des Rolling Stone ist mehr als ein reines Musikmagazin. Mit Beiträgen zu Themen aus Politik, Kunst, Film und Literatur begreift es sich als popkulturelle Autoren-Zeitschrift. Neben Arne Willander prägen Redakteure und Mitarbeiter wie Birgit Fuß, Maik Brüggemeyer, Wolfgang Doebeling, Eric Pfeil, Jens Balzer, Juliane Liebert, Max Gösche und Jenni Zylka das Blatt. Im Mai 2010 (Ausgabe 187) malte der Künstler Neo Rauch das Titelbild des Rolling Stone, im Januar 2017 (Ausgabe 267) gestaltete der Künstler Wolfgang Tillmans den Jahresrückblick des Magazins. Rolling Stone veröffentlichte exklusive Beiträge so unterschiedlicher Autoren und Künstler wie Zadie Smith, Herbert Grönemeyer, Ferdinand von Schirach, Anton Corbijn, Oliver Polak, Jochen Distelmeyer, Jackie Thomae, Viv Albertine, Paul Morley und Wolfgang Joop.

### 20-jähriges Jubiläum
2014 veranstaltete der Rolling Stone anlässlich des 20-jährigen Jubiläums der deutschen Ausgabe des Magazins im nhow Hotel Berlin vom 23. Oktober bis zum 28. Dezember 2014 eine Ausstellung mit den besten Titelbildern. Diese wurden von der Redaktion aus den über 200 bis dato erschienenen Covern ausgewählt und teilweise durch Onlinevoting bestimmt. Außerdem erschien ein Buch mit den besten Beiträgen aus 20 Jahren Rolling Stone im Metrolit-Verlag.

### rollingstone.de
Seit 1999 unterhält der deutsche Rolling Stone die Website rollingstone.de und bietet neben ausgewählten Features aus dem Print-Magazin täglich Nachrichten und Beträge der Online-Redaktion aus den Bereichen Musik, Film und Politik. Zudem zahlreiche Listen, Videos und Kolumnen. Auf dem YouTube-Channel von rollingstone.de finden sich die Rolling-Stone-Sessions. Zudem pflegt die Redaktion einen Facebook-, Instagram und Twitter-Account. Leiter der Online-Redaktion ist Sassan Niasseri.

### Sonstige Aktivitäten
Seit 2010 findet jedes Jahr im November das Indoor-Festival „Rolling Stone Beach“ am Weisshäuser Strand an der Ostsee statt. Unter anderem traten hier Element Of Crime, Dinosaur Jr., Blumfeld, The Black Keys, The Flaming Lips, St. Vincent und Madness auf. Ed Sheeran hatte seinen ersten Deutschland-Auftritt bei „Deutschlands relevantestem Festival“ (nach Süddeutscher Zeitung).
Im November 2019 fand zum ersten Mal der International Music Award (IMA) in Berlin statt, mit einem von Rolling Stone und einem Künstler-Panel kuratiertem Programm und Gewinnern in acht Kategorien (Sting, Udo Lindenberg, Anna Calvi, Billie Eilish, Slowthai, Rammstein, Holly Herndon und Lizzo).

### Auszeichnungen
- 1996: Echo für die Redaktion des Rolling Stone (Jörg Gülden / Bernd Gockel)
- 2015: Rocco Clein Preis für die herausragende Cover-Gestaltung des Rolling Stone

### Auflage
Der Rolling Stone hat in den vergangenen Jahren erheblich an Auflage eingebüßt. Die verkaufte Auflage sank von 109.160 Exemplaren im ersten Quartal 1998 auf 52.114 Exemplare im vierten Quartal 2018, ein Minus von 52,3 Prozent.
| 1998  | 1999  | 2000  | 2001  | 2002  | 2003  | 2004  | 2005  | 2006  | 2007  | 2008  | 2009  | 2010  | 2011  | 2012  | 2013  | 2014  | 2015  | 2016  | 2017  | 2018  | 2019 | 2020 | 2021 | 2022 | 2023 | 2024 |
| ----- | ----- | ----- | ----- | ----- | ----- | ----- | ----- | ----- | ----- | ----- | ----- | ----- | ----- | ----- | ----- | ----- | ----- | ----- | ----- | ----- | ---- | ---- | ---- | ---- | ---- | ---- |
| 93582 | 85914 | 85173 | 70958 | 61437 | 60038 | 62907 | 60491 | 54666 | 54540 | 52386 | 54394 | 55388 | 51299 | 53649 | 50383 | 50752 | 52013 | 51255 | 52691 | 52114 |      |      |      |      |      |      |

| 1998  | 1999  | 2000  | 2001  | 2002  | 2003  | 2004  | 2005  | 2006  | 2007  | 2008  | 2009  | 2010  | 2011  | 2012  | 2013  | 2014  | 2015  | 2016  | 2017  | 2018  | 2019 | 2020 | 2021 | 2022 | 2023 | 2024 |
| ----- | ----- | ----- | ----- | ----- | ----- | ----- | ----- | ----- | ----- | ----- | ----- | ----- | ----- | ----- | ----- | ----- | ----- | ----- | ----- | ----- | ---- | ---- | ---- | ---- | ---- | ---- |
| 16340 | 16435 | 15547 | 14938 | 15810 | 15526 | 15262 | 14954 | 14575 | 14287 | 14200 | 14292 | 14473 | 14322 | 13883 | 13376 | 13782 | 12908 | 12639 | 12039 | 11712 |      |      |      |      |      |      |

## Artikel mit Bestenlisten desRolling Stone
- The 100 Greatest Artists of All Time
- The 100 Greatest Drummers of All Time
- The 100 Greatest Guitarists of All Time
- The 100 Greatest Singers of All Time
- The 100 Greatest Songwriters of All Time
- Die 500 besten Alben aller Zeiten
- Die 500 besten Songs aller Zeiten
- Die 50 besten Progressive-Rock-Alben aller Zeiten